# Birago Diop
Birago Ishmael Diop (n. Ouakam, Senegal; 11 decembrie, 1906 - d. Dakar, Senegal; 25 noiembrie, 1989) a fost un scriitor senegalez.